# Belgrano (Buenos Aires)
Pour les articles homonymes, voir Belgrano.

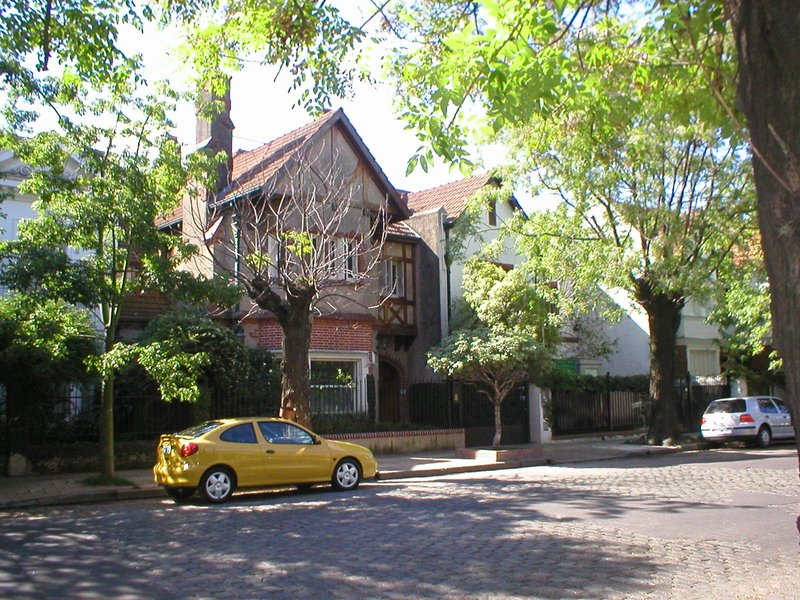
Villa dans le quartier de Belgrano-R.

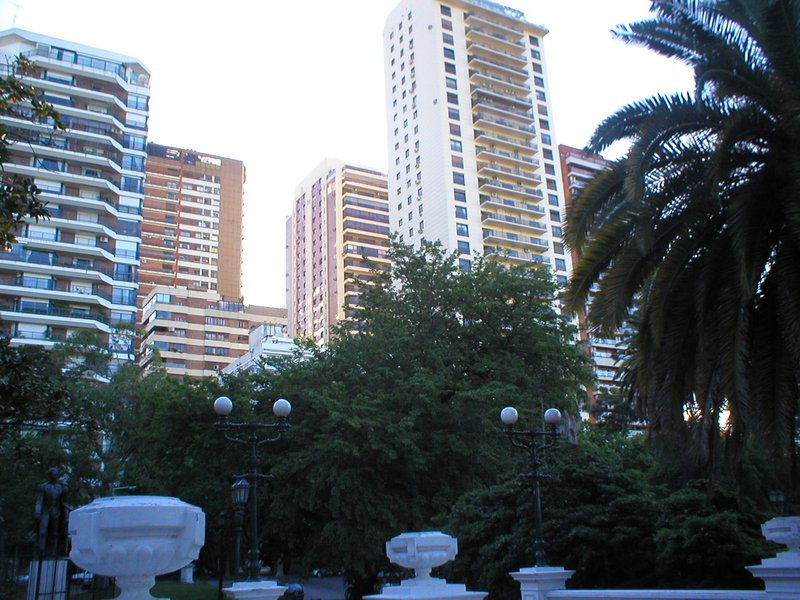
Tours sur les Barrancas de Belgrano.

Belgrano est un des quartiers de la ville de Buenos Aires, capitale de l'Argentine. C'est un des centres commerciaux les plus importants de la ville (avec le centre-ville et le quartier de Flores). Il compte quelque 140 000 habitants. Historiquement, Belgrano fut d'abord un village, puis une ville ; il fut même temporairement capitale fédérale du pays pour redevenir un quartier de la grande cité.

## Les chiffres
- Population : 138 942 habitants (au recensement de 2001).
- Superficie : 6,8 km2.
- Densité : 20 432 hab./km2.

Le jour du quartier de Belgrano est le 23 novembre.

## Histoire
Lorsque le 20 juin 1820 mourut Manuel Belgrano, avocat, général, héros national et créateur du drapeau de l'Argentine, la Chambre des représentants de la province de Buenos Aires décida que le prochain village qui serait fondé s'appellerait Belgrano. Après la longue parenthèse due au gouvernement de Juan Manuel de Rosas, en 1855 une petite agglomération se créa à l'extrême nord des terres de Rosas, et on l'appela Belgrano. Grâce à sa bonne situation, le village grandit rapidement, et fut déclarée ville en quelques années, lors de la création du partido de Belgrano
En 1880, après la défaite de Carlos Tejedor, gouverneur de la province, lors des élections présidentielles face à Julio Argentino Roca, la province de Buenos Aires décida unilatéralement de chasser les autorités nationales de la ville de Buenos Aires, qui fonctionnait jusqu'alors comme capitale tant de la province que du pays. Ce fut le début du dernier épisode des guerres civiles qui marquèrent le XIXe siècle argentin. Chassé, le gouvernement fédéral s'installa alors dans la ville de Belgrano, dans l'édifice de la municipalité (actuel musée Sarmiento), d'où on édicta la loi de fédéralisation de la ville de Buenos Aires. Après la fin des hostilités, la ville en revint à son train-train quotidien, jusqu'à ce qu'en 1887 une nouvelle loi nationale annexa les partidos de Belgrano et de lores à la capitale fédérale. Depuis lors, Belgrano, qui était une ville, devint le quartier d'une autre ville.

## Description
Belgrano est un quartier des classes moyenne et haute, de grande importance commerciale. Il se subdivise en plusieurs secteurs, parmi lesquels on peut mentionner :
- Belgrano C : qui occupe les lieux d'origine du village. C'est aujourd'hui la zone commerciale (certains disent que la lettre C provient du mot comercial ou de centro, mais en fait il provient du nom de la gare de chemin de fer qui appartenait à la société Ferrocarril Central Argentino et le C de central lui a donné son nom). Autour de la Plaza Manuel Belgrano, centre du village, se trouvent les musées Sarmiento (ancienne municipalité ou intendencia), et l'église de la Inmaculada Concepción (populairement appelée l' iglesia redonda (église ronde) ou La Redonda (la ronde), à cause de son style « renaissance »). L' Avenida Cabildo est la principale artère commerciale, avec des commerces de tous ordres. L'édification de cette zone est toute en hauteur, avec prédominance d'édifices de plus de 15 étages. Ici se trouvent les Barrancas de Belgrano, un parc public sur la vieille berge du río de la Plata, qui est une promenade traditoionnelle.

- Belgrano R : à l'ouest de la zone commerciale, est une aire résidentielle de haut niveau social, où l'on trouve quelques-uns des meilleurs collèges privés d'Argentine. Entourées de villas basses et chères, ses rues principales sont Calle La Pampa, Calle Melián et Avenida Forest. Le nom de Belgrano R provient de la station du chemin de fer de Rosario.

- Le Bajo Belgrano : cette zone qui se trouve en contrebas des Barrancas de Belgrano et qui s'étend jusqu'au fleuve, était anciennement inondable, et donc les terrains y avaient peu de valeur. Elle était donc habitée par des économiquement faibles. Il s'y créa une fameuse villa miseria ou villa de emergencia du nom de Bajo Belgrano. Le premier gouvernement de Juan Perón l'entoura d'un mur. Il fut supprimé définitivement par la dictature militaire des années 1970, lorsque ses habitants furent forcés à partir. C'était initialement une zone de maisons basses. Cependant on fit de grands remblais pour gagner des terres sur le fleuve, pour la construction de la cité universitaire, à côté de celui-ci. La zone cessa d'être inondable et les terrains se valorisèrent d'autant, de telle sorte qu'actuellement s'élèvent ici des maisons et des appartements de haut niveau.

- Le Quartier chinois : dans les dernières décennies, avec l'augmentation de l'immigration asiatique, se forma sur quelques hectares entre les avenues Avenida del Libertador, Juramento, Monroe et les voies du chemin de fer, un secteur habité par un grand nombre de personnes de cette origine, qui créèrent bon nombre de commerces propres.

## Styles architecturaux
Depuis la fin du XIXe siècle et jusqu'aux années 1970, ce quartier se caractérisait (de même que Palermo, Recoleta et aussi Caballito) par sa jolie urbanisation dans laquelle on trouvait de luxueuses gentilhommières et de grandes demeures entourées de frondaisons et d'arbres, le tout formant un grand patrimoine urbain. Citons le petit palais de Gowland Moreno et celui appelé Delcasse, plus connu sous le nom de "La Casa del Ángel". Les styles prédominants étaient éclectiques, avec surtout des éléments de l'architecture française ou anglaise (styles : "normand", "reine Anne", "Tudor" et "néoclassique français" y compris Art nouveau et quelques apports d'Art déco). Tout cela formait une synthèse fort harmonieuse et très réussie. 
À partir des années 1960-70, on construisit un grand nombre d'immeubles moyens ou hauts, avec services et commodités (piscines, installations sportives) pour les résidents.

## Métro
On peut accéder au quartier de Belgrano par la ligne  du métro ou subte de la ville, grâce à la station « Juramento », ou à celle de « Congreso de Tucumán ».